# Rádio – Top 100
Rádio – Top 100, Rádio Top 100 Oficiální is de Tsjechische nationale airplay-hitlijst die wekelijks wordt gepubliceerd door de Tsjechische IFPI.
Naast de hoofdhitlijst van de Top 100 zijn er ook twee componenthitlijsten. De Rádio Top 50 bevat nummers die exclusief zijn uitgebracht door Tsjechische en/of Slowaakse artiesten. Online versies van de hitlijsten zijn te vinden op ifpicr.cz/hitparada en bevatten respectievelijk Top 100- en Top 50-posities, afhankelijk van de release.